# NGC 3755
NGC 3755 ist eine Balken-Spiralgalaxie vom Hubble-Typ SBbc im Sternbild Großer Bär am Nordsternhimmel. Sie ist schätzungsweise 70 Millionen Lichtjahre von der Milchstraße entfernt.
Das Objekt wurde am 11. März 1831 von John Herschel entdeckt.